# Малиновский, Сильвестр Сигизмундович
Сильвестр (Селиверст) Сигизмундович Малиновский (1788—1851) — русский военачальник, генерал-лейтенант (18.10.1831), сенатор, герой Наполеоновских войн 1812-1814 гг. и русско-турецкой войны 1828-1829 гг., участник Кавказской войны.

## Биография
Родился в 1788 году, происходил из белорусских шляхтичей, признанных в российском дворянстве Рогачевского уезда Могилевской губернии.
В военную службу вступил в середине 1800-х годов в Могилевский лейб-милиционный батальон, по расформировании которого в 1809 году был произведён в прапорщики Олонецкого пехотного полка.
В рядах Олонецкого полка он участвовал в кампаниях против турок. В 1810 году находился в походах в Малой Валахии и Болгарии и был ранен в левую ногу ружейной пулей навылет.
В кампании 1811 года Малиновский сражался в Болгарии и Валахии, за отличие при штурме Ловчи получил чин поручика и назначен в Свиту его величества по квартирмейстерской части (будущий Генеральный штаб); под Рущуком он снова был ранен пулей в ногу, на этот раз правую.
В 1812 году Малиновский был во многих сражениях с французами и получил штыковое ранение в грудь, награждён орденом св. Анны 4-й степени. В Заграничной кампании 1813 года он находился при блокаде Торна и был ранен в голову с повреждением черепа, однако быстро оправился и был в сражении при Бауцене. За отличие в Битве народов под Лейпцигом Малиновский 6 октября 1813 года был награждён золотой шпагой с надписью «За храбрость». В кампании 1814 года Малиновский принимал участие в делах под Майнцем, Реймсом и завершил свою боевую деятельность в Наполеоновских войнах участием во взятии Парижа, за что был награждён орденом св. Анны 2-й степени с алмазами и произведён в подполковники.
В 1815 году Малиновский был назначен обер-квартирмейстером 4-го пехотного корпуса, в 1816 году получил должность начальника 2-го отделения канцелярии генерал-квартирмейстера Главного штаба. В 1817 году произведён в полковники. В 1818 году назначен обер-квартирмейстером Отдельного Литовского корпуса. В 1823 году награждён орденом св. Станислава 2-й степени со звездой. 21 мая 1826 года произведён в генерал-майоры с зачислением в Свиту его величества по квартирмейстерской части и в том же году назначен состоять при начальнике 16-й пехотной дивизии.
Начавшаяся в 1828 году война с Турцией вновь позволила отличиться Малиновскому на поле брани. Назначенный начальником штаба 7-го пехотного корпуса и в том же 1828 году командиром 3-й бригады 17-й пехотной дивизии, Малиновский отличился при осаде Браилова, за что был 1 июля награждён золотой шпагой с алмазными украшениями и надписью «За храбрость». Вслед за тем он находился при разбитии турецкой кавалерии под Шумлой, 27 сентября при случайной стычке с отступающими турецкими солдатами был ранен штыком в живот, однако эта рана оказалась не тяжёлой и позволила ему продолжить службу в строю; 7 ноября он получил сильную контузию ядром в ногу. За все эти дела Малиновский получил орден св. Анны 1-й степени.
В начале 1829 года Малиновский отличился при штурме крепости Кале под Турно и блокадой принудил Турно капитулировать; 30 января был награждён орденом св. Георгия 3-й степени (№ 411 по кавалерскому списку Григоровича — Степанова)
В воздаяние отличнаго мужества и храбрости, оказанных 13 января 1829 года при покорении турецкой крепости Кале.
Вслед за тем Малиновский отличился в сражении при Кулевчи и обложении Шумлы, за что получил императорскую корону к ордену св. Анны 1-й степени. Наконец, он находился при сдаче Силистрии и взятии Адрианополя.
В 1831 году Малиновский сражался в Польше и Литве против мятежников. За отличие был награждён орденом св. Владимира 2-й степени и польским знаком отличия за военное достоинство (Virtuti Militari) 2-й степени, 18 октября произведён в генерал-лейтенанты.
В 1832 году Малиновский был назначен командующим Черноморской линией на Кавказе, и на этой должности он руководил многими походами против горцев за Кубань. В 1835 году получил орден Белого орла.
В конце 1830-х годов Малиновский получил должность начальника 4-й пехотной дивизии. В 1846 году Малиновский оставил строевую службу и был назначен присутствующим в Варшавские департаменты Сената.
Окончательно он вышел в отставку 6 февраля 1851 года и в том же году скончался в Варшаве.